# 君のトリコ
「君のトリコ」（きみのとりこ）は、2019年9月にリリースされた牛島隆太の配信限定シングルである。

## 解説
同年3月に行われた初のホールライブにて披露された楽曲。
本作品より牛島隆太の似顔絵イラストが採用されるなど、ブランディングが一新された。

## 収録曲
1. 君のトリコ
作詞/牛島隆太　作曲/沼井雅之